# Hāschim ibn ʿAbd Manāf
Hāschim ibn ʿAbd Manāf (arabisch هاشم بن عبد مناف, DMG Hāšim ibn ʿAbd Manāf; † um 510 in Gaza) war Urgroßvater des Propheten Mohammed und Stammvater der Banū Hāschim, die einen Clan des Stammes der Quraisch bildeten, auf den sich auch die Haschimiten zurückführen.
Hāschim hieß ursprünglich ʿAmr und hatte von seinem Vater ʿAbd Manāf ibn Qusaiy das Amt der Bewirtung (rifāda) und Tränkung (siqāya) der Mekka-Pilger geerbt. Während einer Hungerperiode in Mekka brachte er von seiner Handelsreise in Syrien getrocknetes Brot mit, das er zerkleinerte (arabisch: haschama), zu Brei verarbeitete und an die Bedürftigen verteilte (Tharid). Sein Name ist die Ableitung – ein Partizip aktiv – aus diesem Verb. Seine Wohltätigkeit besang der arabische Dichter ʿAbd Allāh ibn az-Zibaʿrā und nannte ihn ʿAmr al-ʿulā (der Erhabene; vom hohen Rang).
Überlieferungen zufolge soll Hāschim die Winter- bzw. Sommerreisen der mekkanischen Karawanen in den Süden bzw. in den Norden eingeführt und organisiert haben, worauf der Koran in einer mekkanischen Sure hinweist:

„Daß die Quraisch zusammenbringen (oder: abhalten, oder: unter Schutzgeleit stellen), die (Karawanen)reise des Winters und des Sommers zusammenbringen, zum Dank sollen sie dem Herrn dieses Hauses (d.h. der Kaʿba) dienen“

Er soll mit Byzanz und Abessinien Handelsverträge geschlossen haben.
Hāschim heiratete Salmā bint ʿAmr und hatte fünf Töchter und vier Söhne, unter ihnen Abd al-Muttalib, Großvater Mohammeds. Hāschim starb wahrscheinlich in Gaza. Seinen Tod beklagten seine Töchter Chālida und asch-Schifāʾ in Trauergedichten, die – gemäß einer kurzen Anmerkung von Muhammad ibn Saʿd – allerdings Schwächen in der Metrik aufweisen.
Die Nachfahren Hāschims bezeichnet man als Haschimiten. Unter anderem führt sich das Königshaus von Jordanien auf Hāschim zurück.